# Produktpolitik
Die Produkt- oder Programmpolitik hat in Verbindung mit den anderen Elementen des Marketing-Mix das Ziel, die Bedürfnisse und Wünsche der Kunden mit den Produkten und Dienstleistungen des Unternehmens zu prägen. Sie befasst sich sowohl mit Realgütern (z. B. Sachgüter und immaterielle Güter) als auch Nominalgütern (z. B. Geld, Eigentum).

## Begriff
Unter Produktpolitik versteht man alle Tätigkeiten, die mit der Auswahl und Weiterentwicklung eines Produktes oder eines Produktbündels sowie dessen Vermarktung zusammenhängen. Produktpolitik ist für ein Unternehmen von Bedeutung, wenn in einer sich verändernden Umwelt (in erster Linie durch Konsumenten, Lieferanten und Mitbewerber) der Absatz gesichert oder gesteigert werden soll.

## Instrumente der Produktpolitik
Die Produktpolitik gliedert sich im Wesentlichen in folgende Aufgabenfelder:
- Markenpolitik (Kennzeichen)
- Programm- und Sortimentspolitik (ergänzende Dienstleistungen)
  - Produktinnovation (Innovationsmanagement)
  - Produktvariation und -verbesserung
  - Produktmodifikation
  - Produktdifferenzierung (Sortimenterweiterung)
  - Produktdiversifikation (Bsp.: wenn Coca-Cola Schokolade anbieten würde)
  - Produktelimination (Produkt wird vom Markt genommen, wenn kein Gewinn damit erzielt wird)
- Verpackungspolitik
- Servicepolitik (Service vor und nach dem Kauf)
- Leistungspolitik (im Sinne von Garantieleistungen).

Neben der Notwendigkeit zur Produktinnovation und -variation liegt die Verantwortung der Produktpolitik in der strategischen Einschätzung der Investitionen und den Folgen am Markt sowie in der aktiven Veränderung von Nachfragerpräferenzen via Marktkommunikation. Hier ist die Zusammenarbeit mit sämtlichen Bereichen des Marketings und den Kunden wichtig, da Preise, Vertrieb und Werbung Hand in Hand mit der Produktpolitik geplant werden müssen.
Nach der Innovationsneigung des Anbieters kann ein Pionierverhalten verschiedene Chancen und Risiken mit sich bringen. Der Abschöpfungspreisstrategie mit ihrem Risiko der sogenannten versunkenen Kosten aufgrund größerer Ungewissheit über die weitere Marktentwicklung steht hierbei das Verhalten der frühen Nachahmer gegenüber, bei denen ein geringeres Risiko aufgrund Fehlervermeidung mit dem Nachteil der Überwindung von Marktbarrieren erkauft wird.
Der so genannte Modifikator hat hingegen die Chance auf Besetzung einer Marktnische, seine Risiken sind geringe Spielräume und hohe Markteintrittsbarrieren.
Die so genannten Nachzügler haben die geringsten Marktrisiken sowie Forschungs- und Entwicklungsaufwendungen.
Abweichend zu obiger Darstellung gliedern Homburg/Krohmer die Bereiche der Produktpolitik lediglich in die Kategorien Innovationsmanagement, Management etablierter Produkte und Markenmanagement.

## Planung neuer Produkte
Jedes Produkt, das vom Kunden als neuartig wahrgenommen wird, ist eine Produktinnovation. Diese Innovation kann von den Kundenwünschen ausgegangen sein (Market Pull) oder auf einer technologischen Entwicklung (Technology Push) beruhen. Aufgrund der immer kürzeren Produktlebenszyklen ist die Entwicklung neuer Produkte für ein Unternehmen sehr wichtig. Grundlage hierfür ist das Innovations- und Technologiemanagement. Die systematische Vorgehensweise wird im Innovationsprozess beschrieben.
Unter Marktinnovation versteht man, dass ein entsprechendes Angebot erstmals am Markt verfügbar ist. Dafür wurde auch der Begriff „absolute Innovation“ geprägt. Unternehmensinnovation bezeichnet ein Angebot, das nur für das betreffende Unternehmen neu ist, nicht jedoch für den Markt an sich. Man spricht in diesem Fall auch von „relativer Innovation“. Bei der Produktinnovation handelt es sich um ein vermarktungsfähiges Produkt/Angebot, welches am Markt absolut oder relativ neu ist, während eine Verfahrensinnovation eine neue Methode zur Erstellung eines marktfähigen Angebotes darstellt, die selbst nicht marktfähig ist.
Relevant bei der Planung und Einführung neuer Produkte ist die Beachtung von Adoptions- und Diffusionsprozessen. Sie beschreiben die Voraussetzungen und Bedingungen für die erfolgreiche Annahme und Verbreitung von Innovationen im Markt. Everett Rogers hat hierzu folgende Zielgruppen definiert: Innovatoren, Frühaufnehmer, frühe Mehrheit, späte Mehrheit und Nachzügler.

## Programmpolitik
Die Gesamtheit aller von einem Unternehmen angebotenen Produkte wird als Produktprogramm, Produktportfolio oder Sortiment bezeichnet. Das Produktprogramm kann in zwei Dimensionen gestaltet werden. Die Programmbreite gibt die Anzahl der nebeneinander bestehenden Produktlinien an. Die Programmtiefe bezeichnet die Anzahl der Modellvarianten innerhalb einzelner Produktlinien. Ändern sich die Kundenbedürfnisse und/oder die Produkte der Mitbewerber, so muss das Produktprogramm diesen angepasst werden. Dabei sind vier Veränderungen möglich:
| Veränderung            | Beschreibung                                                                                               |
| ---------------------- | --- |
| Produktvariation       | Eine bestehende Produktlinie wird in Technik, Material und/oder Design geändert.                           |
| Produktdifferenzierung | Eine bereits vorhandene Produktlinie wird um eine weitere Variante ergänzt.                                |
| Produktelimination     | Ein Produkt wird vom Markt genommen (abrupt oder graduell).                                                |
| Produktdiversifikation | Aufnahme neuer Produktlinien, die horizontal, vertikal oder lateral in Beziehung zu den bisherigen stehen. |

Eine spezielle Visualisierungs- und Planungshilfe hierzu ist das Produktlebenszyklus-Portfolio.
Zum produktpolitischen Gestaltungsspielraum zählen:
- Leistungskern (z. B. Problemadäquanz und Wirtschaftlichkeit)
- Qualität
- Design
- Verpackung (z. B. Anforderungen von Hersteller, Handel und Verbrauchern)
- Markierung (siehe Marke (Ware), Branding)
- sonstige nutzenbeeinflussende Faktoren (z. B. Garantieleistungen, Kundendienst).

## Markenpolitik
Neben dem Leistungskern und der Verpackung ist auch die Markierung ein Produktelement und hat einen Markenwert. Die Markenpolitik hat die Aufgabe, letztlich weitgehend austauschbare Produkte zu einer alleinstehenden Marke zu stilisieren und eine Unterscheidbarkeit zu Konkurrenzprodukten herzustellen. Markenartikel geben dem Verwender Sicherheit beim Einkauf, weil sie nicht mehr anonym sind. Die wesentlichen Eigenschaften und Aufgaben einer Marke sind:
- Wiedererkennbarkeit
- Markenbindung und Markentreue
- Orientierungshilfe in der zunehmenden Angebotsvielfalt
- Differenzierung gegenüber Mitbewerbern
- Rechtlicher Markenschutz
- Präferenzbildung zugunsten des eigenen Angebotes
- Kommunikationsmittel des Herstellers
- Vermittlung von Sicherheit beim Kauf
- Preissetzungsspielraum
- Voraussetzung zur Sicherung und Ausweitung der Absatzbasis
- Möglichkeit des Zielgruppenmarketings.

Innerhalb des Markenmanagements gibt es zahlreiche Entscheidungsfelder. Eine Markenstrategie kann zur Reichweite, der Positionierung und der Architektur definiert werden. Besonders die Architektur hat weitreichende Folgen und lässt sich nicht so leicht ändern. Hier ist zwischen einer Einzelmarken-, Mehrmarken-, Dachmarken- und Familienmarkenstrategie zu unterscheiden. Der Auftritt der Marke sollte unbedingt mit den anderen Instrumenten des Marketing-Mix abgestimmt werden, damit die Strategie von den Kunden als konsistent wahrgenommen wird.
Ein weiteres wichtiges Entscheidungsfeld ist, ob ein Unternehmen eine Markenerweiterung (auch: Markentransfer) durchführen soll oder nicht. Auf der Suche nach neuen Wachstumsmöglichkeiten übertragen Unternehmen oft bereits etablierte Markennamen auf bisher nicht angebotene Produkte. Durch den damit verbundenen Transfer von Vertrauenskapital kann man schnell und mit niedrigen Einführungskosten hohe Marktanteile erzielen (Berend 2002).

## Innerbetriebliche Organisation
Die organisatorische Eingliederung der Produktpolitik ist je nach Branche und Unternehmensgröße unterschiedlich. Sie kann z. B. als Stabsstelle, als Linie, in der Matrixorganisation oder in unterschiedlichen Funktionsbereichen wie Einkauf, Produktion oder Marketing erfolgen.
Die operative Verantwortung für die Programm- und Produktpolitik kann der Marketingabteilung obliegen, häufig ist sie aber auch an den Vertrieb angeschlossen. In der Regel gibt es einen Programmmanager, welcher für das übergreifende Produktportfoliomanagement zuständig ist, und mehrere Produktmanager zur Betreuung der einzelnen Produkte oder Produktgruppen.